# Тичи (Северна Каролина)
Тичи (енгл. Teachey) град је у америчкој савезној држави Северна Каролина.

## Демографија
По попису из 2010. године број становника је 376, што је 131 (53,5%) становника више него 2000. године.
| Група             | 2000.       | 2010.       |
| Белци             | 102 (41,6%) | 136 (36,2%) |
| Афроамериканци    | 124 (50,6%) | 156 (41,5%) |
| Азијати           | 2 (0,8%)    | 13 (3,5%)   |
| Хиспаноамериканци | 17 (6,9%)   | 69 (18,4%)  |
| Укупно            | 245         | 376         |